# Ludslavice
Ludslavice (in tedesco Rutzlawitz) è un comune della Repubblica Ceca facente parte del distretto di Kroměříž, nella regione di Zlín.